# St. Egidien
St. Egidien är en kommun och ort i Landkreis Zwickau i förbundslandet Sachsen i Tyskland. Kommunen har cirka 3 200 invånare.
Kommunen ingår i förvaltningsområdet Rund um den Auersberg tillsammans med kommunerna Bernsdorf och Lichtenstein.